# Freud (sèrie)
Freud és una sèrie policíaca austro-alemanya de televisió, difosa a Netflix, que escenifica el jove Sigmund Freud de manera incongruent, lluny de tota versemblança històrica o científica.
Hi ha vuit episodis produïts i difosos a partir del 23 de març de 2020 

## Argument
Freud pinta un jove Sigmund Freud (Robert Finster) que resol diversos misteris lligats a homicidis i desaparicions l'any 1886 a Viena, ajudat per la mèdium Fleur Salomé (Ella Rumpf) i el policia Alfred Kiss (Georg Friedrich).

## Repartiment
- Robert Finster: Sigmund Freud
- Ella Rumpf: Fleur Salomé
- Georg Friedrich: Alfred Kiss
- Christoph F. Krutzler: Franz Poschacher
- Brigitte Kren: Lenore
- Anja Kling: Sophia von Szápáry
- Philipp Hochmair: Viktor von Szápáry
- Rainer Bock: Professor Theodor Meynert
- Martin Zauner: Oskar Janecek
- Noah Saavedra: Arthur Schitzler
- Merab Ninidze: Dr. Joseph Breuer
- Lukas Thomas Watzl: Leopold Von Schönfeld
- Stefan Konarske: el príncep Rudolf
- Lukas Miko: George Von Lichtenberg
- Alina Fritsch: Fanny
- Nicole Mercedes Müller: Martha Bernays

La primera temporada de Freud ha estat difosa per Netflix el 23 de març de 2020.

### Primera temporada (2020)
1. Hysterie
2. Trauma
3. Somnambul
4. Totem und Tabu
5. Trieb
6. Regression
7. Katharsis
8. Verdrängung

El rodatge ha tingut lloc totalment a Praga, a la República Txeca.

## Acollida
Segons Le Monde, és un 
| « | la caricatura [que] distorsiona els fets històrics i científics d'una manera grotesca | » |

.
La primera temporada de Freud té una nota del 50% sobre el lloc de crítics Rotten Tomatoes. Escrivint per a The Guardian, Adrian Horton ha comparat Freud a « altres revisions absurdes d'històries famoses » com Abraham Lincoln: Vampir Hunter.

L'escriptor del Daily Beast Nick Schager ha fet la mateixa comparació, escrivint que la sèrie no té res a veure amb un biopic i que la manera de la qual 
| « | casar la veritat amb ximpleries paranormals resulta ser raonablement interessant | » |

  com a espectacle absurd.